# Ешижамсуев, Данзан-Дымчик
Пандито Хамбо-лама IV Данза́н-Дымчи́к Ешижамсу́ев — бурятский религиозный деятель, глава буддистов Восточной Сибири в 1797—1809 годах.

## Биография
Данзан-Дымчик Ешижамсуев являлся племянником третьего Пандито Хамбо-ламы Лубсан-Жимбы Ахалдаева. 
Большая часть его жизни связана с Тамчинским дацаном.
После смерти в 1797 году Л-Ж. Ахалдаева указом иркутского наместника Л. Н. Нагеля Д-Д. Ешижамсуев назначается на пост Пандито Хамбо-ламы, став четвёртым по счету иерархом буддистов Восточной Сибири.
На этом посту Д-Д. Ешижамсуев пробыл 12 лет. В 1809 году он скоропостижно скончался. Документальных фактов о его жизни и деятельности практически не сохранилось.

## Память
Жителями улуса Енхор в 2008 году был возведён субурган в честь IV Пандито Хамбо-ламы  Данзан-Дымчика Ешижамсуева. Субурган находится в местности Хониной Нуга у западной стороны Кяхтинского тракта, федеральной трассы А340 Улан-Удэ – Кяхта, в 3 км к северу от посёлка Поворот.